# Björkens
Björkens är ett gammalt torp från 1800-talet i Sjundeå i Nyland. Torpet är ett av de äldsta torpen som fortfarande står kvar i Sjundeå kommun. Björkens ligger i byn Barråsa bredvid Barråsa gamla skola vid vägen till Barråsa vattentag.
År 2021 blev Björkens fastighet på 1,40 hektar till salu för 135 000 euro. Torpet ska säljas till rivning eller till renovering.

## Historia och arkitektur

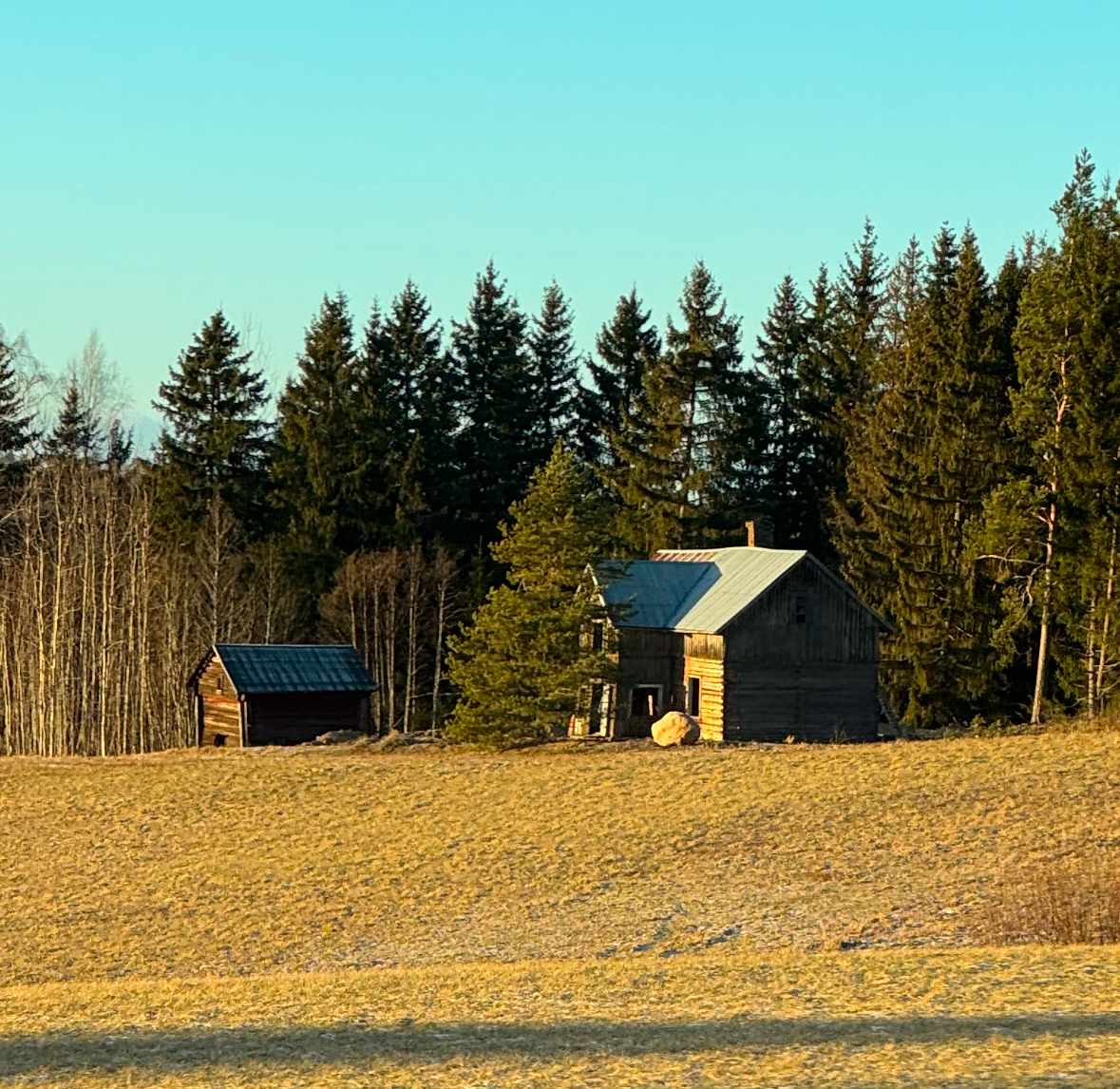
Björkens i slutet av 2024.

Björkens torp byggdes i början av 1800-talet på ett landområde som då ägdes av Svidja slott. Björkens är ett av de sista 1800-talstorpen som fortfarande finns i Sjundeå. Torpet som var byggt av stockar är uppfört i T-form i två våningar. På nedre våningen finns de gamla fönstren med sex rutor. Inne i torpet finns en gammal pardörr. Strax bredvid dörren finns trappor till vinden. Inne i Björkens finns en gammal bakugn och murade ugnar med plåtbeklädnad. Byggnaden har en skorsten.
I trädgården finns gamla äppelträd och bärbuskar och ett gammalt magasin byggt av stockar.